# Microsoft OneDrive
Microsoft OneDrive est un ensemble de services en ligne : stockage et applications Word, Excel, PowerPoint et OneNote, dont les fonctionnalités sont toutefois réduites par rapport aux logiciels installés sur un ordinateur. Ce service a été créé en 2007 et a porté les noms Windows Live Folders, Windows Live SkyDrive, SkyDrive et enfin son nom actuel depuis janvier 2014.
Le service peut s'utiliser de deux manières : à travers un navigateur web, en téléchargeant des fichiers sur un serveur, en les récupérant sur son ordinateur au besoin et en les partageant avec des amis ou avec tous les internautes ; ou à travers le logiciel OneDrive qui permet une synchronisation entre OneDrive et les supports informatiques compatibles.
Ce service est une manifestation du concept de cloud computing.

## Histoire
Lors de son lancement, Windows Live Folders a été fournie en version bêta à quelques testeurs aux États-Unis. Le  1er août 2007, le service a été élargi à un plus large public. Peu de temps après, le 9 août 2007, le service a été rebaptisé Windows Live SkyDrive et a été mis à la disposition des testeurs du Royaume-Uni et de l'Inde. Au 22 mai 2008, Windows Live SkyDrive était disponible dans 62 pays et régions,. À la fin de l'année 2008, la capacité de stockage de SkyDrive a été portée de 5 à 25 Go par compte.
Début 2012, Microsoft a annoncé l'intégration de SkyDrive dans Windows 8. En avril 2012, la capacité de stockage est abaissée à 7 Go et devient payante au-delà, avec des offres allant de 8 à 37 euros par an permettant d'atteindre jusqu'à 100 Go. Toutefois, pour les utilisateurs déjà inscrits, il était possible de demander l'extension à 25 Go gratuitement. Cette possibilité n'existe plus depuis le 1er mai 2012.
Fin juillet 2013, à la suite d'un procès perdu contre le groupe audiovisuel britannique British Sky Broadcasting (BSkyB), Microsoft sera contraint de changer le nom de son service de stockage en ligne. Finalement, c'est le 27 janvier 2014 que Microsoft annonce le changement de nom en OneDrive. Le 18 février 2014 le nom de SkyDrive devient officiellement OneDrive.
Le 24 octobre 2014, les abonnés Office 365 profitaient d'un stockage illimité.
Le 3 novembre 2015, Microsoft annonce sur son blog officiel que des modifications seront apportées à son service de stockage en ligne en raison d'abus. Ainsi, Microsoft met un terme au stockage illimité via son offre Office 365 en annonçant une diminution de la taille limite à 1 To. Les offres de stockage de 100 et 200 Go sont quant à elles remplacées par une nouvelle offre de stockage limitée à 50 Go. Par la même occasion, le stockage gratuit passe de 15 à 5 Go, le bonus "pellicule" qui rajoutait 15 Go est aussi supprimé et le bonus de fidélité de 10 Go, permettant aux utilisateurs de longue date de conserver les 25 Go obtenus à la création de leur compte, ne sera plus considéré. Les changements apportées à OneDrive seraient effectifs dès le début de l'année 2016. Plusieurs utilisateurs ont manifesté leur mécontentement face à ces changements, notamment sur le blog officiel du service.
Le 11 décembre 2015, Microsoft a répondu au mécontentement de ses utilisateurs. Même s'il n'est pas question de restaurer les anciens plans de stockage, les utilisateurs actuels pourront conserver leur stockage obtenu gratuitement à condition d'accéder à un lien particulier avant l'application des modifications, prévue à la fin du mois de janvier 2016.

## Caractéristiques
L'utilisateur accède à ses dossiers dans OneDrive au moyen de l’identifiant et du mot de passe compte Microsoft (ancien Windows Live ID). Il peut spécifier, pour chacun de ses dossiers, si l’accès au dossier est privé, ouvert à des internautes spécifiques ou ouvert à tous les internautes. L’accès conféré à des internautes spécifiques peut permettre la lecture seulement ou la lecture et l’écriture.
Les internautes qui veulent accéder aux dossiers non privés d'un utilisateur de OneDrive n’ont pas à posséder un compte Microsoft. Ils utilisent un lien qui leur a été envoyé par courrier électronique par le propriétaire des dossiers. 

### Espace de stockage
Le service fournit  un espace de stockage, qui peut être augmenté par le biais d'un abonnement annuel.
| Formules de stockage en 2020 | Caractéristiques |
| ---------------------------- | --- |
| OneDrive gratuit             | Espace de stockage de 5 Go (25 Go pour les utilisateurs du service ayant effectué leur demande avant le 1er mai 2012, 15 Go pour les utilisateurs du service jusqu'en 2015) |
| 100 Go                       | Ajout de 100 Go supplémentaires (2€) |
| 200 Go                       | Ajout de 200 Go supplémentaires (2€ si abonnement Microsoft 365) |
| 400 Go                       | Ajout de 400 Go supplémentaires (4€ si abonnement Microsoft 365) |
| 600 Go                       | Ajout de 600 Go supplémentaires (6€ si abonnement Microsoft 365) |
| 800 Go                       | Ajout de 800 Go supplémentaires (8€ si abonnement Microsoft 365) |
| 1 To - Microsoft 365         | Ajout de 1 To supplémentaire. Fait partie de l'offre Microsoft 365 |

La taille maximale d'un fichier pouvant être mis en ligne est de 700 Mo par l'interface Web et 10 Go en utilisant le logiciel client.

### Identité visuelle

Logo avant 2012
Logo entre l’été 2012 et janvier 2014
Logo de février 2014 à automne 2018
Logo depuis automne 2018

## Sécurité et confidentialité des fichiers stockés
(décembre 2014).

### Controverse
SkyDrive est cité le 12 juillet 2013 dans un article du Guardian concernant les révélations sur le programme de surveillance PRISM.

## Intégration à d'autres services

### Windows Live Photos
Windows Live Photos est un composant de OneDrive qui permet aux utilisateurs de télécharger des photos et de laisser les autres utilisateurs y accéder via un navigateur Web. Les photos peuvent être regroupées en albums.
Les photos enregistrées sur Windows Live Photos peuvent être téléchargées dans Windows Live Photo Gallery, tout en conservant les tags associés aux photos. Les visiteurs peuvent aussi voir les métadonnées Exif des photos comme les informations sur la caméra utilisée pour prendre les photos. Les photos peuvent être visualisées en mode diaporama plein écran en utilisant Silverlight.

### Partage des favoris
OneDrive s'intègre avec Windows Live Toolbar pour permettre le partage de favoris entre utilisateurs. Les liens favoris vers les sites Web sont stockés dans un dossier de OneDrive. Cette fonctionnalité remplace l’ancien service Windows Live Favorites.
De plus, OneDrive est intégré à la fonction Bing's Save & Share permettant aux utilisateurs de mettre les résultats de leurs recherches dans un dossier de OneDrive. 

### Flux RSS
Il est possible de s'abonner à des flux RSS indiquant les changements au contenu des dossiers publics de OneDrive. Les flux contiennent un aperçu des fichiers ajoutés aux dossiers (sous forme d’une image ou d’une icône représentant le type de fichier) et des liens vers la page de téléchargement du fichier. 

### Téléchargement en format ZIP
Des dossiers complets peuvent être téléchargés en un seul fichier ZIP avec cette fonctionnalité. Cette fonction se trouve dans le menu déroulant « Plus ».